# Voiture-ambulance
Pour les articles homonymes, voir Ambulance (homonymie).

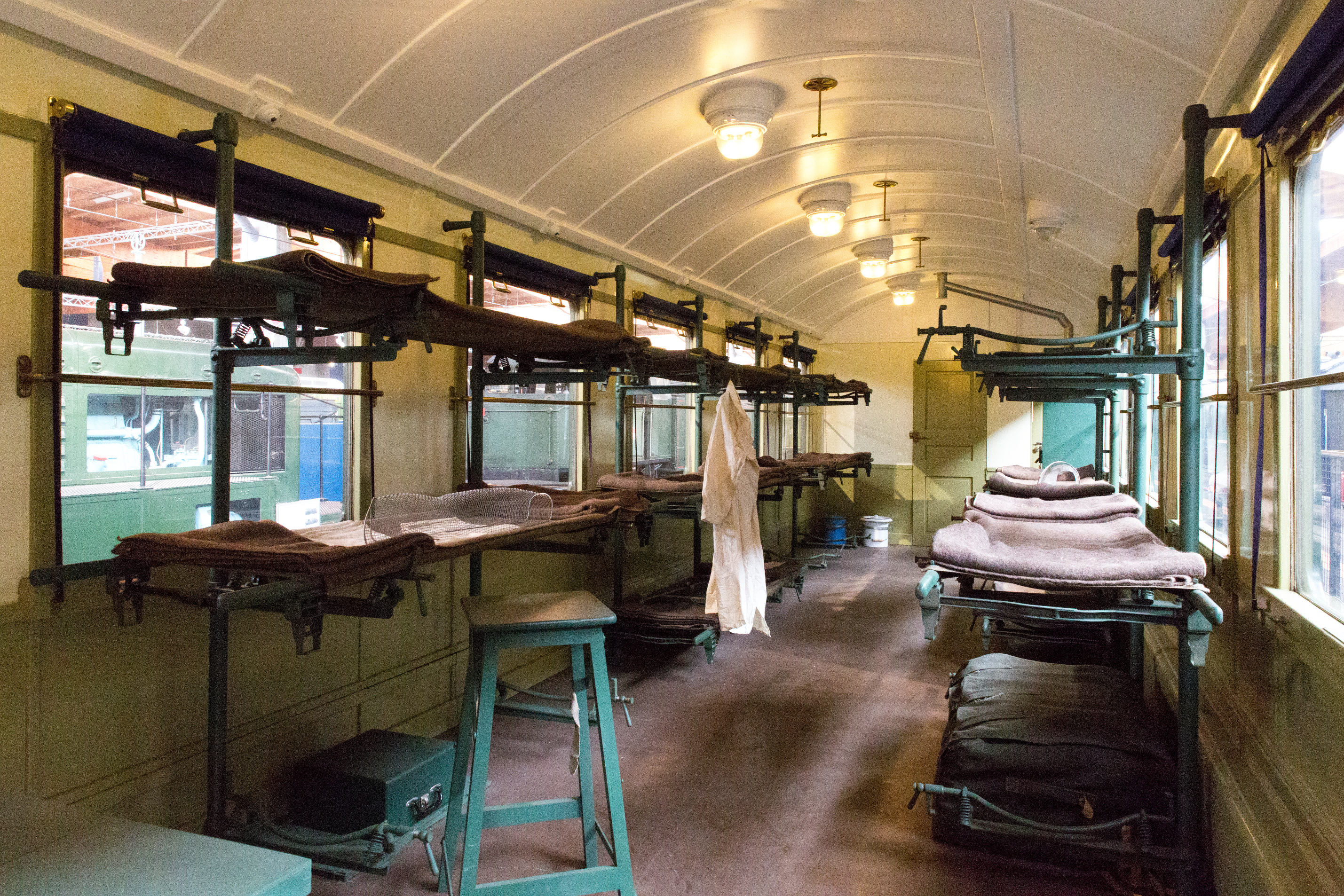
Aménagement en voiture-ambulance d'une voiture OCEM C11 sanitarisable (Cité du train).

Une voiture-ambulance est une voiture de chemin de fer adaptée au transport de personnes malades ou handicapées nécessitant un accompagnement médicalisé. Les passagers voyagent allongés.

## En France
En 2016, ces voitures sont utilisées principalement dans les trains de pèlerinage convergeant vers Lourdes.
Les réseaux français ont connu les voitures-ambulances suivantes :
- voitures Ssmyfi 561 à 563 puis So 598 & 599 (51 87 80-47 021 & 022) métallisée Sud-Est ex A6L PLM à bogies DM, de 1949 à 1979,
- des voitures OCEM à rivets apparents C9 étaient "sanitarisables", c'est-à-dire transformables en ambulance ; elles disposaient pour cela d'une porte à deux battants en milieu de caisse, condamnée en utilisation normale ; la Ssmyfi 331 devenue So 580 (51 87 80-47 007) était utilisée en ambulance de 1950 à 1979.
- voitures Ssmyfi 581 à 90 puis So 581 à 590 (51 87 80-47 008 à 017) métallisée Sud-Est ex A2LB4 PLM à bogies DM, de 1951 à 1979,
- voitures Ssmyfi 591 à 97 puis So 591 à 597 (51 87 80-47 018 à 020 et 51 87 80-40 001 à 004) métallisée Sud-Est ex A6L PLM à bogies DM, de 1958 à 1979,
- voitures So 578 & 579 (51 87 80-47 005 & 006) Bacalan PO ex B7½c7½ à bogies M2, de 1965 à 1979,
- voitures So 140 à 148 allemandes (51 87 80-4* 101 & 109) ex DR à bogies Görlitz, de 1965 à 1987. Le service de Paris vers Berck (Hôpital maritime) était assuré par une de ces voitures accrochées en queue du Corail Paris-Calais. Depuis 1987, les malades sont acheminés individuellement par ambulance depuis leur hôpital d'origine.
- à cette date[Quand ?], la SNCF s'est dotée de 27 voitures-ambulances à suspension douce Corail (17 Vu-75 et 10 VU-80)[2] ; elles disposent d'une plateforme d'accès conventionnelle en extrémité de caisse et d'une autre en milieu de caisse, accessible aux brancards grâce à une porte coulissante large ; elles offrent 40 couchettes-brancards[3] (jusqu'à 60 pour les transports de groupes comme les colonies de vacances[4]) disposées longitudinalement(mode voiture-dortoir) ; contrairement aux autres voitures Corail, ces voitures n'ont pas été climatisées, pour permettre le passage d'objets (bonbonnes à oxygène, systèmes de perfusion etc.) par les baies ouvrantes, également parce que l'air conditionné ne convient pas à tous les types de malades. Ce sont les derniers véhicules SNCF mis en service, ayant un chauffage mixte électrique (conforme RIC) et Vapeur, afin d'être incorporés à des trains de pèlerins italiens, n'ayant pas de chauffage electrique, d'où le recours, dans ce cas, à un fourgon-chaudière. De nos jours, lors des passages en révisions de ces véhicules, et changement de couleur de peinture, le chauffage Vapeur, a été définitivement supprimé[5].
- TGV : Depuis quelques années, la SNCF propose des TGV de pèlerinage vers Lourdes, certaines voitures, dégarnies de leurs sièges, recevant des brancards médicalisés, avec utilisation de l'énergie de la voiture-bar. Cette innovation provoquera, à terme, la raréfaction des voitures-ambulances incorporées à des trains classiques.

## En Italie
- les Chemins de fer italiens (FS) disposent de voitures-ambulances UIC-X avec porte à deux vantaux en milieu de caisse , incorporées principalement dans les trains de pèlerinage Rome-Lourdes.